# 地中海隼

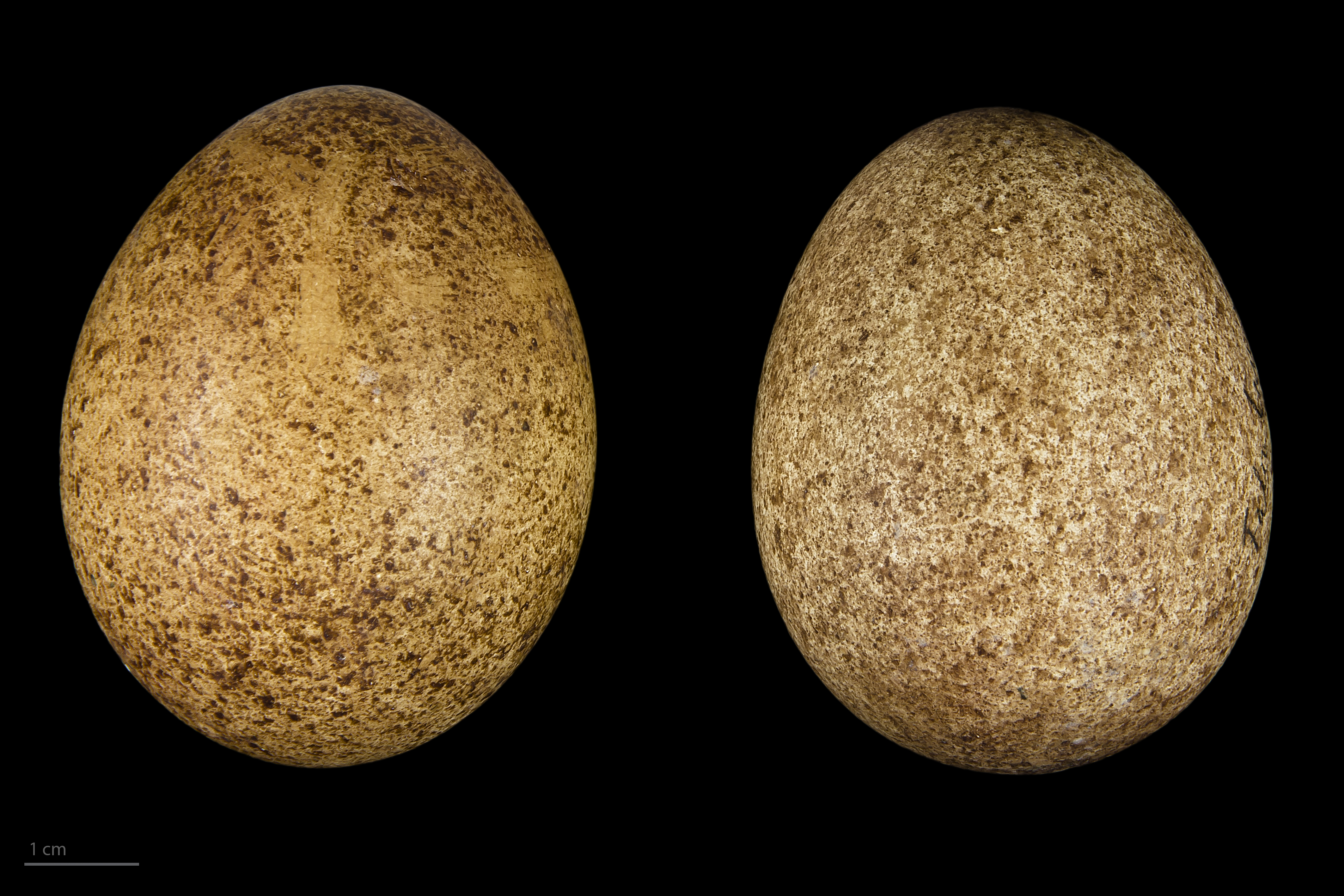
卵 Falco biarmicus feldeggii

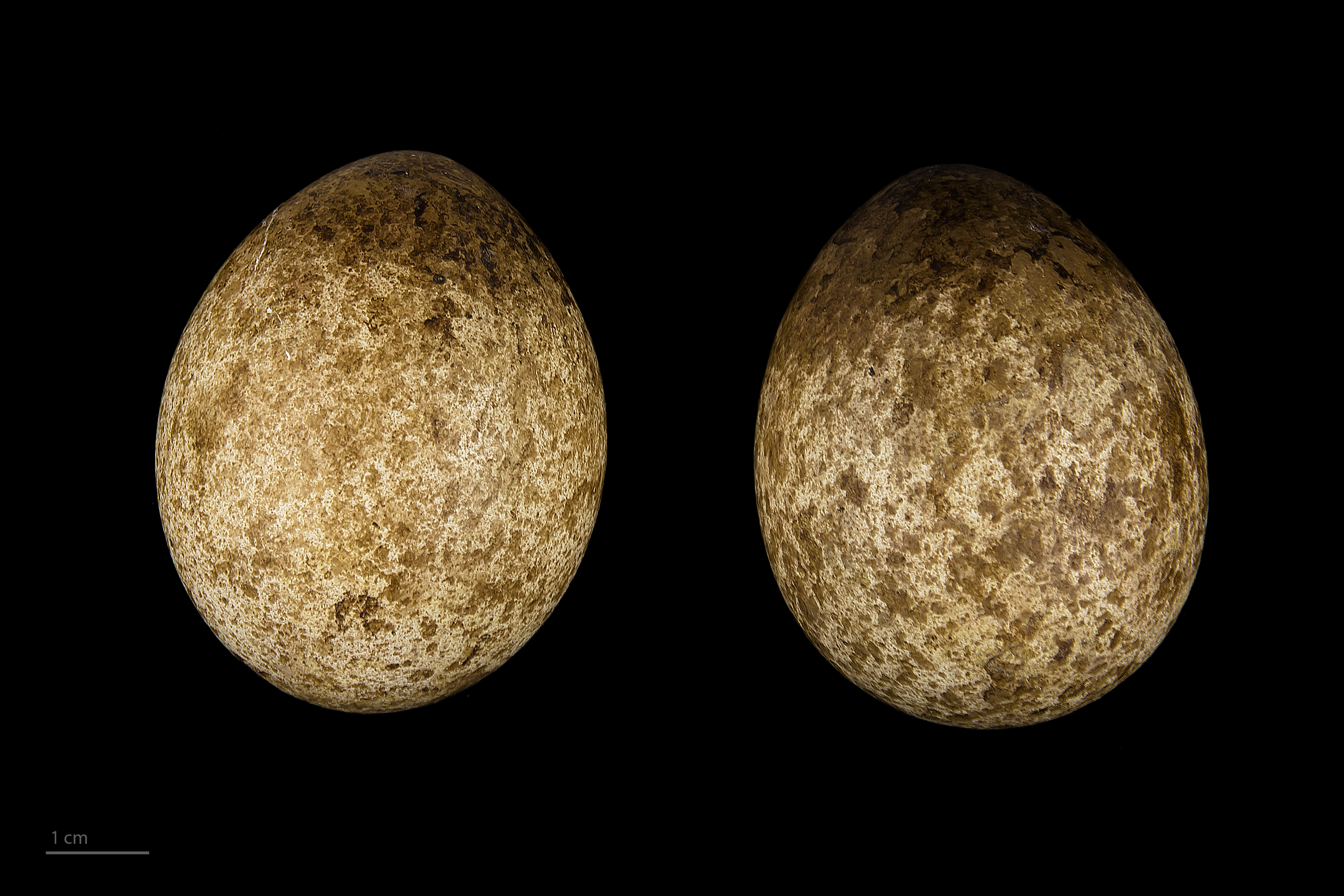
卵 Falco biarmicus erlangeri

地中海隼是种体型中等大小的猛禽，繁殖基地主要在非洲、东南欧，近年来进入了亚洲。地中海隼喜欢空旷的栖居地，通常没有迁徙行为，但有的地中海隼会在繁殖期结束后转移栖居地。作为隼中体型较大的一种，地中海隼主要食物是鸟类、蝙蝠。